# Nicolás Avellaneda
Nicolás Remigio Aurelio Avellaneda (San Miguel de Tucumán, Confederació Argentina, 3 d'octubre de 1837 - alta mar, 24 de novembre de 1885) fou un advocat, periodista i polític argentí. President de la Nació Argentina entre 1874 i 1880.
Fill de Marco Avellaneda (ajusticiat per la seva oposició a Juan Manuel de Rosas) i de Dolores Silva i Zavaleta.

## Presidència
Políticament oposat a les aspiracions autonomistes de la província de Buenos Aires, va assumir la presidència en mig d'acusacions de frau i enfrontant un aixecament de Bartolomé Mitre, que va sufocar en pocs mesos.
Va resoldre la crisi de 1874 i 1875 mitjançant la reducció de la despesa pública, incloent l'acomiadament de funcionaris i la reducció de salaris. Més tard es va iniciar l'exportació de carn argentina amb els primers vaixells refrigerats.
Si bé recolza els plans d'Adolfo Alsina Maza per a contenir l'avenç dels indis, el 1876 va impulsar la Campanya del Desert del ministre de Guerra, el general Julio Argentino Roca, qui va solucionar finalment el problema d'una manera sanguinària i beneficiant alguns de cents d'argentins amb milions d'hectàrees lliurades per a les seves noves estances.
El 1880, després de resoldre un nou aixecament de Carlos Tejedor, el Congrés va aprovar, a instàncies seves, la federalització de la ciutat de Buenos Aires.
Va morir en un viatge marítim a bord del vaixell El Congo. Les seves despulles descansen al Cementiri de la Recoleta de la Ciutat de Buenos Aires.